# 魏集镇 (商水县)
魏集镇，是中华人民共和国河南省周口市商水县下辖的一个乡镇级行政单位。

## 行政区划
魏集镇下辖以下地区：
位集村、陈楼村、许寨村、魏屯村、新集村、汪屯村、胡屯村、邓屯村、谷李屯村、高庄村、小莫庄村、赵湾集村、大石营村、小石营村、党桥村、常庄村、韩营村、夏寨村、营子村、郭屯村、井王庄村、苏童楼村、前苏村、洪桥村、钊常村、杨凹村、苏寨村、沈庄村和殷庄村。